# Hyeonjong de Joseon
Hyeonjong (en hangul, 현종; en hanja, 顯宗; 14 de marzo de 1641-17 de septiembre de 1674), nombre personal Yi Yeon (이연, 李棩), fue el decimoctavo monarca del período Joseon de Corea. Su reinado estuvo marcado en gran parte por fuertes conflictos entre las facciones políticas del país sobre diversas cuestiones, en particular sobre los ritos funerarios. También es el único rey en los más de quinientos años de historia de Joseon que no tuvo concubinas. 

## Biografía

### Nacimiento e infancia
Hyeonjong nació en 1641 como el primer hijo del rey Hyojong como Yi Yeon, mientras su padre todavía estaba en China como cautivo de la dinastía Qing; por este motivo nació en Shenyang, antes de que esta trasladara su capital a Beijing tras haber derrotado a la dinastía Ming en 1644. De este modo, Hyeonjong fue el primer y a la postre único monarca de Joseon en nacer en el extranjero. Regresó a Corea en 1645 junto con su padre, y se convirtió en príncipe heredero en 1651.

### La controversia Yesong
La controversia Yesong se refiere a un conflicto relacionado con el funeral de Hyojong. Cuando murió en 1659, su hijo Hyeonjong le sucedió, con tan solo 18 años, como monarca de Joseon. La facción conservadora de los occidentales y la facción liberal de los sureños discutieron sobre durante cuánto tiempo la reina Jangryeol, la segunda esposa del rey Injo, debía usar la vestimenta funeraria según la forma confuciana de funeral. Los occidentales, encabezados por Song Si-yeol, sostenían que tenía que vestir ropa de luto durante un año, mientras que los sureños y su líder Heo Jeok querían un período de tres años. Este conflicto surgió porque no existía ningún registro previo sobre los requisitos funerarios confucianos cuando moría el segundo hijastro de alguien que realmente sucedía en la línea familiar. Los occidentales querían seguir la costumbre seguida con el segundo hijastro, mientras que los sureños pensaban que Hyojong merecía un funeral de tres años, ya que en realidad había sucedido al rey Injo en la línea real.
La decisión final quedó en manos del joven rey Hyeonjong, quien optó por imponer un período de un año, lo que mantendría a los occidentales como la facción principal. Sin embargo, al mismo tiempo, Hyeonjong no destituyó a Heo Jeok del cargo de primer ministro, para evitar que los occidentales amenazaran la autoridad real. La disputa entre los sureños y los occidentales se intensificó enormemente por la cuestión del funeral; anteriormente, después de la caída de los Grandes Norteños en 1623, los occidentales y los sureños habían formado una alianza política bajo el liderazgo del rey Hyojong, pero en la cuestión del funeral ambas partes fueron irremovibles, lo que llevó a un mayor riesgo de enfrentamientos.
La equilibrada decisión de Hyeonjong de imponer el período de un año de luto propugnado por los occidentales, y al mismo tiempo mantener al sureño Heo Jeok como primer ministro, favoreció que en principio las dos facciones reanudaran temporalmente una relación pacífica. Sin embargo, en 1674, cuando murió la reina Inseon, esposa de Hyojong y madre de Hyeonjong, volvió a surgir la cuestión del funeral ; los sureños querían que la reina Jaeui usara la vestimenta funeraria durante un año, mientras que los occidentales preferían un período de nueve meses. Esta vez, Hyeonjong escuchó a los sureños y seleccionó su método, convirtiendo a la facción sureña en la facción política principal por encima de los occidentales. La controversia sobre el funeral continuó incluso después de la muerte de Hyeonjong en 1675, y fue resuelta por el sucesor de Hyeonjong, el rey Sukjong, quien prohibió todo debate sobre el tema. La disputa afectó incluso a la publicación de la historia oficial de la era de Hyeonjong; al principio fue escrita principalmente por sureños, pero luego fue revisada por historiadores occidentales.

### Reinado
En 1666, durante el reinado de Hyeonjong, el holandés Hendrick Hamel abandonó Corea después de más de trece años de cautiverio. Regresó a los Países Bajos, donde escribió un libro sobre la dinastía Joseon y su experiencia en Corea, que dio a conocer el reino a muchos europeos.
Entre 1670 y 1671 Corea sufrió una hambruna devastadora provocada por el clima frío y las malas cosechas. Aunque el número de muertos es difícil de medir, es posible que fueran cientos de miles.
Hyeonjong detuvo el plan de conquista del norte preparado por su padre Hyojong, ya que Joseon se había convertido en un estado tributario de la dinastía Qing. Además, después de una serie de victorias contra los Ming, aquella se había vuelto demasiado poderosa para hacerle frente. Sin embargo, Hyeonjong continuó la expansión militar de Hyojong y la reconstrucción de la nación, devastada por la Guerra de los Siete Años y dos invasiones manchúes. También fomentó la astronomía y la imprenta. Por otro lado, prohibió legalmente el matrimonio entre parientes y entre quienes compartían los mismos apellidos. Murió en 1674 y fue sucedido por su hijo Sukjong.

## Familia
- Padre: rey Hyojong de Joseon (조선 효종; 3 de julio de 1619-23 de junio de 1659).
  - Abuelo: rey Injo de Joseon (조선 인조; 7 de diciembre de 1595-17 de junio de 1649).
  - Abuela: reina Inyeol del clan Cheongju Han (인렬왕후 한씨; 16 de agosto de 1594-16 de enero de 1636).
- Madre: reina Inseon del clan Deoksu Jang (인선왕후 장씨; 9 de febrero de 1619-19 de marzo de 1674).
  - Abuelo: Jang Yu (장유; 1587-1638).
  - Abuela: dama Kim del clan Andong Kim ( 안동 김씨).

Consorte y descendencia
- Reina Myeongseong del clan Cheongpung Kim (명성왕후 김씨; 13 de junio de 1642-21 de enero de 1684. [4]
  - Primera hija (1658-1658).
  - Princesa Myeongseon (명선공주; 1660-2 de agosto de 1673), segunda hija.
  - Príncipe heredero Yi Sun (왕세자 이순; 7 de octubre de 1661-12 de julio de 1720), primer hijo.
  - Princesa Myeonghye (명혜공주; 1665- 27 de abril de 1673), tercera hija.
  - Princesa Myeongan (명안공주; 1667-16 de mayo de 1687), cuarta hija.[5]

## En la cultura popular
- Interpretado por Seo Young-jin en la serie de televisión Daemyeong (KBS1, 1981).
- Interpretado por Park Young-tae en la serie de televisión  Royal Story: Jang Hui-bin (KBS2, 2002-3).
- Interpretado por Han Sang-jin en la serie de televisión The King's Doctor (MBC, 2012).
- Interpretado por Jeon In-taek en la serie de televisión Jang Ok-jung, Living by Love (SBS, 2013).